# 熱羅瓦
49°24′47″N 24°15′9″E / 49.41306°N 24.25250°E
熱羅瓦（烏克蘭語：Жирова），是烏克蘭西部的村莊，隸屬利維夫州的斯特雷區。該村面積2.04平方公里，海拔高度237米，2001年人口1,387，人口密度每平方公里679.9人。